# 1. FC Guben
1. FC Guben is een Duitse voetbalclub uit Guben, Brandenburg. De club speelde voor de Tweede Wereldoorlog in de hogere reeksen.

## Geschiedenis
In 1910 kreeg de turnclub MTV Guben een eigen voetbalafdeling. In 1922 speelde de club voor het eerst in de hoogste afdeling van de Neder-Lausitzse competitie. De club eindigde laatste en speelde een barrage tegen tweedeklasser TS Berge-Forst en won deze met verve. Nadat voetbalafdelingen van turnclubs zelfstandig moesten worden van de overheid werd de club heropgericht als 1. FC Guben en nam de plaats van MTV in. De club werd opnieuw laatste en kon zich dit keer via de eindronde niet van het behoud verzekeren. In 1927 werd de club kampioen in de tweede klasse en kon opnieuw promoveren, maar de club werd wederom laatste. Na een paar plaatsen in de subtop konden ze in 1932 opnieuw promotie afdwingen. De club werd nu derde, maar werd slachtoffer van competitiehervorming. 
De NSDAP kwam aan de macht in Duitsland en het voetbal werd grondig geherstructureerd. De Gauliga werd ingevoerd als nieuwe hoogste klasse en hiervoor kwalificeerde de club zich niet. De clubs werden ook niet in de Gauliga Schlesien ingedeeld, maar in de Gauliga Berlin-Brandenburg, waar de concurrentie met de clubs uit Berlijn moordend was. In de Bezirksliga werd de club kampioen van de groep Frankfurt/Oder en speelde eindronde ter promotie, die ze wonnen van FC 1901 Forst. De club werd laatste in de Gauliga Berlin-Brandenburg 1934/35 met slechts vijf punten. Hierna slaagde de club er niet meer in te promoveren. In 1936 en 1944 nam de club wel nog deel aan de promotie-eindronde, maar kon deze niet meer afdwingen. 
Na de Tweede Wereldoorlog werden alle Duitse clubs ontbonden. De club werd heropgericht als SG Guben-Mitte. De club onderging enkele naamsveranderingen en werd uiteindelijk BSG Chemie Guben. In 1986 kon de club promoveren naar de DDR-Liga, de tweede klasse, maar degradeerde na één seizoen. In 1989 promoveerde de club opnieuw en eindigde nu in de middenmoot, na de val van het communisme werd de naam in SV Chemie Guben veranderd. In 1991, het laatste seizoen van de DDR-Liga, werd de club vicekampioen achter 1. FC Union Berlin. Na de integratie van de Oost-Duitse clubs in het West-Duitse systeem zonk de club al snel weg naar lagere reeksen. In 2003 fuseerde de club met ESV Lok Guben en nam zo opnieuw de vooroorlogse naam 1. FC Guben aan.